# Torenia dictyophora
Torenia dictyophora är en tvåhjärtbladig växtart som först beskrevs av Pu Chiu Tsoong, och fick sitt nu gällande namn av Fischer, Schäferhoff och Müller. Torenia dictyophora ingår i släktet Torenia och familjen Linderniaceae. Inga underarter finns listade i Catalogue of Life.